# Dulantzi
Dulantzi (en castellà, Alegría de Álava) és un municipi d'Àlaba, de la Quadrilla de Salvatierra. El municipi està format per dues entitats de població que formen concejos: 
- Alegria-Dulantzi, on es concentra el 95% de la població i que és la capital del municipi.
- Egileta, població que forma un exclavament al sud-oest del municipi.

## Topònim
El nom més antic de la localitat és el de Dulantzi, que apareix per primera vegada esmentat en 1025 com Dullanzi i posteriorment en el segle xiv com Dulance. L'origen i significat etimològic n'és desconegut. Alguns filòlegs com Fidel Fita creien que podia tenir relació amb la població vàrdula de Tullonium, situada en la Planada Alabesa i que va ser citada pel geògraf Claudi Ptolemeu en el segle ii. Aquesta mateixa població apareix anomenada posteriorment Tullonio en l'itinerari d'Antoní, una relació de localitats que servien d'escala en la calçada romana Astorga-Bordeus, que està datat en l'any 455. Existeix certa controvèrsia en la ubicació de Tullonio, encara que per les distàncies que se citen en aquest itinerari hauria de situar-se a Ascarza, la veritat és que en les proximitats d'Alegria es va trobar en el segle xviii una làpida romana amb el nom Tullonio escrit; sent per això Alegria la principal candidata.
Si això fos cert i historiadors i filòlegs com Fita tinguessin raó Dulantzi podria haver sorgit per una evolució de Tullonio → Tullaunci → Dullaunci → Dullanzi, encara que això pugui semblar forçat. El nom de Tullonio se sol associar a alguna divinitat indígena. En 1337 el rei castellà Alfons XI dotà a la localitat de furs i li dona el nom d'Alegria de Dulanci. En la carta de poblament que li concedeix diu textualment el següent: 
| « | És perquè aquesta vila sigui millor poblada... tenim per bé que hagi nom Alegria de Dulanci | » |

.
D'això es deduïx que anomenar Dulantzi Alegria va ser una operació de màrqueting medieval per a atreure pobladors a la nova vila. Curiosament existeix altra localitat del mateix nom en el País Basc, Alegia a Guipúscoa, encara que es desconeix si el seu nom va tenir el mateix origen. Amb el pas dels anys la localitat va passar a ser coneguda simplement com a Alegria, perdent en l'ús habitual l'apel·latiu de Dulanci. Al segle xix va arribar amb la denominació oficial d'Alegria, denominació que mantindria oficialment fins a 1982. Paral·lelament era també coneguda, especialment fora de la seva província, com Alegria d'Àlaba, denominació utilitzada per a distingir-la de l'homònima localitat guipuscoana i facilitar la seva ubicació en el mapa. Cal tenir en compte que va ser escenari d'un cèlebre fet bèl·lic durant la Primera Guerra Carlina, la batalla d'Alegria.
Amb la Transició en la dècada de 1970 es produïx un moviment al País Basc en pro de la revitalització de la llengua basca. Dintre d'aquest moviment es promou la recuperació de noms antics de poblacions per al seu ús com noms en llengua basca, especialment en el cas d'aquelles poblacions que posseïen un nom d'inequívoc origen romanç i mancaven d'un nom d'ús corrent en euskera. (Cal tenir en compte que l'euskera va deixar de ser la llengua d'ús comú en la Planada Alabesa durant el segle xix). És així com es recupera Dulantzi (adaptant el nom de Dulanzi a la moderna ortografia basca) com nom de la localitat per al seu ús en euskera. El 15 de juliol 1982 l'ajuntament va adoptar l'actual denominació bilingüe oficial d'Alegria-Dulantzi. Des que l'estat la va publicar en el BOE en 1989 és la denominació oficial del municipi amb caràcter general.

## Història
Una de les primeres referències escrites del conjunt de localitats que van existir en l'actual terme municipal la trobem en la relació de poblacions que havien de contribuir al monestir de San Millán de la Cogolla (any 1025), en ella apareixen els noms de Dullanzi i Eguileta. En 1337 Alfons XI funda la vila d'Alegria de Dulanci, concedint-li fur real. Durant l'Edat Mitjana es va fer d'Alegria una fortalesa, sent el puntal del bàndol onyací en la Planada Alabesa, en la guerra de bàndols. A partir de 1484 pertany al senyoriu juridisccional de Vitòria. El 1579, es crea l'avui desapareguda Quadrilla d'Alegria formada per les viles d'Alegria, Gauna i Erentxun i els llocs d'Egileta i Alborkoin, dintre de la Germandat d'Iruraiz.
Durant la Primera Guerra Carlina, els dies 27 i 28 d'octubre de 1834 en les proximitats d'Alegria i Txintxetru, es produïx l'Acció de Dulantzi en la qual el general carlí Tomás de Zumalacárregui obté la victòria sobre el brigadier Manuel O'Doyle i els generals Joaquín de Osma i Figueras. Avui dia és una puixant vila industrial en la qual s'han donat lloc creixements urbanístics per tots els seus flancs, que han duplicat el seu espai residencial i la seva població des de 1995. Un boom que la deixa entre les més grans poblacions d'Àlaba, havent deixat enrere en aquests aspectes a moltes de les quals en la dècada anterior a nivell provincial la superaven. Actualment al costat de Nanclares de la Oca i Legutiano forma part de les poblacions que creixen en el ràdio de 15 km de Vitòria-Gasteiz funcionant com les viles dormitori de la capital, totes elles amb importants polígons empresarials.
La recuperació dels seus vials en el nucli antic han donat a més vida per al turisme i ha permès recuperar nous espais per als residents dintre d'un espai medieval qualificat de segon ordre d'interès històric-artístic. A més, és aquesta vila un lloc amb nombrosos espais verds i d'esplai com complement a una agradable visita repleta de racons bucòlics. No la hi poden perdre. Recomanacions especials són la Plaça Herriko i els seus voltants, el frontó i la zona sud de la vila, un entorn d'encant rural. El carrer Major, la de la Fortalesa, i el carrer San Blas, que ens faran trobar un bon nombre de bons exemples d'arquitectura rural de concepte medieval. També la zona de l'antic molí i el riu, en el qual es disposa d'un passeig fluvial en bona part de la vila.

## Personatges il·lustres
- Diego Pérez de Arrilucea (1888 – 1975), religiós i escriptor